# Hemichromis frempongi
Hemichromis frempongi är en fiskart som beskrevs av Loiselle, 1979. Hemichromis frempongi ingår i släktet Hemichromis och familjen Cichlidae. Inga underarter finns listade i Catalogue of Life.